# Grup de Tarragona

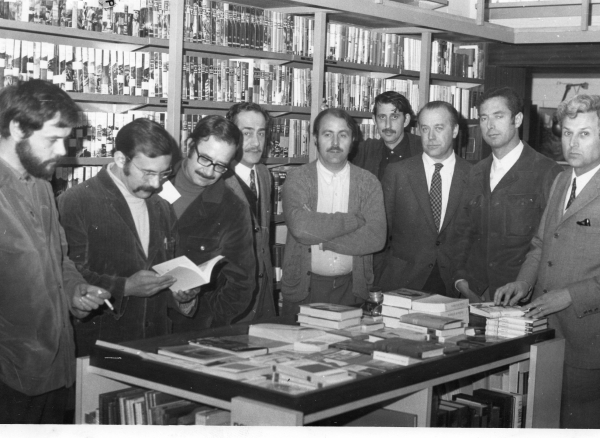
Fotografia amb els artistes pertanyents al Grup de Tarragona, reunits a la Llibreria de la Rambla, Tarragona, any 1970

El Grup de Tarragona o Grup d'Artistes Tarragona es va formar gràcies a vuit artistes de les comarques de Tarragona amb la finalitat de proporcionar a la ciutat una innovació artística que encara no havia arribat i d'establir un nou panorama en el món de l'escultura, pintura, esmalt, gravat… El grup va ser molt efímer, tan sols va durar dos anys, del 1970 al 1972, però la seva transcendència va ser d'allò més marcada, la seva importància va ressonar per tot el país i part de França. Els artistes que van formar aquest Grup de Tarragona varen ser: Ramon Ferran, Pascual Fort, Gonzalo Lindín, Luis Moret, Alfonso Parra, Mariano Rubio, Jordi Secall i Emili Alba, molts dels quals no eren nascuts a Tarragona, però en algun moment de la seva vida hi van viure i li van agafar un afecte considerable a la ciutat i això queda remarcat en la seva obra.

## Context històric
El moment històric que es vivia quan es va crear el Grup de Tarragona no era gens quotidià, acabava de finalitzar la Guerra Civil espanyola i a Catalunya s'hi respirava un aire d'industrialització, concretament a Tarragona ja s'hi construïen fàbriques a la vora del riu Francolí, com el Complex petroquímic de Tarragona, i els tarragonins i catalans en general no van desaprofitar l'oportunitat per esborrar els mals anys passats i començar de zero en el seu camí cap a la llibertat.
En aquell moment hi va haver un boom cultural on s'impulsaven les noves idees que sorgien de ments joves nascudes en temps de guerra, es donava la importància corresponent a la dona defensant els seus drets com a ésser humà igual a l'home. Els joves del moment s'associen a l'Òmnium Cultural o a altres grups oberts a tots els públics per potenciar la cultura emergent i contemporània.

## Orígens del grup
El Grup de Tarragona va néixer al bressol de la postguerra i amb moltes ganes de potenciar la cultura contemporània. El van crear un grup d'artistes tarragonins seguidors de la neoavantguarda que es van abraçar tots sota el nom de Grup de Tarragona, estem parlant d'uns artistes que no es van exiliar durant la guerra i que van aguantar l'aiguat des de dins, aquest fet va marcar molt la diferència entre ells i els que sí que van marxar, anomenats “catalans universals”, com són Salvador Dalí, Pablo Picasso, Joan Miró, Julio González… i que van tenir una repercussió més internacional.

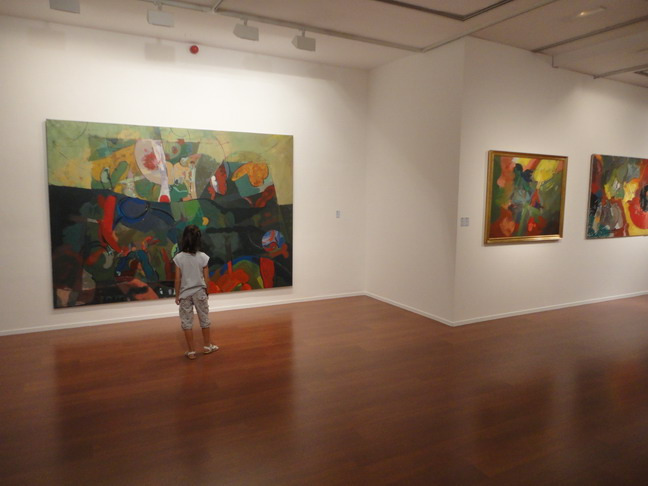
Imatge de l'exposició que es va fer a Tarragona al 2011 amb obres dels artistes del Grup de Tarragona

Els del Grup de Tarragona són davanters, però ja no recuperadors; són alternatius a l'art que es va fer a Occident durant la postguerra mundial. Van coincidir a manifestar l'ideal artístic del canvi cultural, assumint que els tocava el paper de remoblar la casa amb mobles nous.

### Arts majors
Van començar amb dues exposicions amb poc temps entre elles. Ambdues exposicions es van celebrar a la Llibreria de la Rambla de Tarragona, la primera, que va ser el 1969, hi van participar Modest Cuixart, Joan Hernández Pijuan, Marcel Martí i J.M. Subirachs i va ser amb motiu de la inauguració de la sala d'art de la llibreria. Els membres del Grup de Tarragona freqüentaven la llibreria i en veure que l'exposició inaugural de la sala havia resumit l'art del país, van exposar tots junts obres pròpies fent honor al nom de la ciutat que els ajudava. Els artistes del Grup de Tarragona que van exposar són: Gonzalo Lindín, Moret, Parra i Secall com a pintors, Ferran i Rubio com a gravadors i Fort com a esmaltador. L'Ajuntament de Tarragona va subvencionar al grup, que es va fer conèixer a França en una mostra molt diversa de la cultura artística viva de la ciutat.

### Arts menors
A Tarragona, l'ensenyament de les arts menors ve influenciat completament per l'orientació pedagògica que hi havia a l'Escola Taller d'Art de la Generalitat de Catalunya en l'època republicana, aquest ensenyament consistia en l'aprenentatge teòric i pràctic dels oficis artístics, fidel a la tradició de les Arts & Crafts provinent del Regne Unit. Cal destacar que després de la Guerra Civil, els estudiants de la nova generació i amb una vocació d'artesans es van escolaritzar a l'escola de la Diputació de Tarragona, antiga Escola - Taller de la Generalitat de Catalunya, d'aquesta manera l'art del segle xix i el del segle XX es van fusionar en un ensenyament polièdric i discrecional.

### Arquitectura i disseny
El disseny, de mica en mica, va anar esdevenint un tema primordial en les escoles d'educació artística. Es parlava d'un disseny integrat en el medi ambient, de manera directa o concomitant com ara cartells, retolacions, jardineria, mobiliari urbà, sales d'espectacle... La urbanització de la ciutat industrial creixia dins de l'estil minimalista. L'arquitectura creava buits, susceptibles de ser empleats pels pintors aptes en art mural. Uns quants dels artistes del Grup de Tarragona van pintar obres d'aquest tipus, per exemple Gonzalo Lindín a l'entrada de l'Hotel Lauria pel carrer de Llúria i a l'aeroport de Reus.